# Владан Слијепчевић
Владан Слијепчевић (Скопље, 1930 — Београд, 1989) био је српски и југословенски редитељ и професор филмске режије на Факултету драмских уметности у Београду.
Он је један од зачетника модерног српског и југословенског филма.
Добитник низа признања за филмску режију.

## Изабрана филмографија

### Дугометражни
- Медаљон с три срца, 1962
- Право стање ствари, 1964.
- Штићеник, 1966.
- Куда после кише, 1967.